# Festival international du film fantastique de Neuchâtel 2012
 (août 2023).
Si vous disposez d'ouvrages ou d'articles de référence ou si vous connaissez des sites web de qualité traitant du thème abordé ici, merci de compléter l'article en donnant les références utiles à sa vérifiabilité et en les liant à la section « Notes et références ».
La 12e édition du Festival international du film fantastique de Neuchâtel s'est déroulée du 7 juillet au 15 juillet 2012. La manifestation a attiré 29 000 spectateurs payants.
Pour cette édition, dans le cadre des 30 ans de Couleur 3, le NIFFF présente une sélection de film musicaux décalés ou subversifs, pour tous les âges, y compris pour les adultes avec la projection d'une œuvre pornographique. Une partie de la programmation est dédiée au found footage où les projections sont réunies dans deux sections, POV une restrospective de films et POV Carte blanche une série de faux documentaires sélectionnés par le festival Visions du réel.
Les projections ont eu lieu au théâtre du Passage, au Temple du bas, au cinéma Apollo et au cinéma Rex.

## Jurys

### Long métrage
- Président du jury : Jeff Lieberman
- Alexandre Courtès
- Jennifer Ulrich
- Lars Diurlin
- David Pirie

### Prix Mélies
- Elena Tatti, Michael Sennhauser, Michael Steiner

### Mad Movies
- Gilles Esposito,Alexandre Poncet, Sébastien Gerber

### SSA/Suissimage
- Antoine Jaccoud, Patrizia Abderhalden, Basil da Cunha

## Sélection

### Longs métrages

#### International competition
- Maniac (2012) de Franck Khalfoun (États-Unis)
- Resolution (2012) de Justin Benson et Aaron Moorhead (États-Unis)
- Excision (2012) de Richard Bates Jr. (États-Unis)
- Grabbers (2012) de Jon Wright (Royaume-Uni)
- Eddie: The Sleepwalking Cannibal (Eddie, 2012) de Boris Rodriguez (Canada)
- Vanishing Waves (Aurora, 2012) de Kristina Buozyté et Bruno Samper (Lituanie)
- New Kids Nitro (2011) de Flip van der Kuil et Steffen Haars (Pays-Bas)
- L'Emprise du mal (La Senda, 2012) de Miguel Ángel Toledo (Espagne)
- Akam  (2012) de Shalini Usha Nair (Inde)
- When The Lights Went Out (2012) de Pat Holden (Royaume-Uni)
- The Butterfly Room (en) (2012) de Jonathan Zarantonello (Italie)
- Citadel (2012) de Ciarán Foy (Irlande)
- Harold's Going Stiff (2011) de Keith Wright (Royaume-Uni)

#### New Cinema From Asia
- Ace Attorney de Takashi Miike ( Japon)
- Howling de Yoo Ha ( Corée du Sud)
- Remington and the Curse of the Zombadings de Jade Castro ( Philippines)
- Le Grand Magicien de Tung-Shing Yee ( Hong Kong)
- Far Away : Les soldats de l’espoir (My Way) de Kang Je-gyu ( Corée du Sud)
- Petaling Street Warriors de Lee James Thim Heng et Yuen Sampson Choi-Hin ( Malaisie)
- Doomsday Book de Yim Pil-sung et Kim Jee-woon ( Corée du Sud)
- Isn't Anyone Alive?  de Gakuryû Ishii ( Japon)

#### Cérémonies
- Holy Motors de Leos Carax ( France)
- La Cabane dans les bois de Drew Goddard ( États-Unis)

#### Films Of The Third Kind
- Sons of Norway de Jens Lien ( Norvège)
- God Bless America de Bobcat Goldthwait ( États-Unis)
- 4 h 44 Dernier jour sur Terre d'Abel Ferrara ( États-Unis)
- Replicas de Jeremy Regimbal ( Canada)
- Kid-Thing de David Zellner ( États-Unis)
- L'Ombre du mal de James McTeigue ( États-Unis)
- Dragon Gate, la légende des Sabres volants de Tsui Hark ( Chine)

#### Ultra Movies
- Blind Alley d'Antonio Trashorras ( Espagne)
- The Incident de Alexandre Courtès ( États-Unis)
- Manborg de Steven Kostanski ( Canada)
- The Mooring de Glenn Withrow ( États-Unis)
- Inbred d'Alex Chandon ( Royaume-Uni)
- Masks d'Andreas Marschall ( Allemagne)
- Piranha 3DD de John Gulager ( États-Unis)
- Paura 3D d'Antonio Manetti et Marco Manetti ( Italie)
- 205 Room Of Fear de Rainer Matsutani ( Allemagne)

#### POV (Point of View)
- Punishment Park de Peter Watkins ( États-Unis)
- Lovely Molly de Eduardo Sánchez (réalisateur) ( États-Unis)
- Cloverfield de Matt Reeves ( États-Unis)
- Le Projet Blair Witch de Daniel Myrick et Eduardo Sánchez ( États-Unis)
- REC³ Génesis de Paco Plaza ( Espagne)
- V/H/S de Matt Bettinelli-Olpin, David Bruckner, Ti West, Adam Wingard, Joe Swanberg, Radio Silence et Glenn McQuaid (en) ( États-Unis)
- REC de Jaume Balagueró et Paco Plaza ( Espagne)
- The Ultimate Pranx Case de Claude Grégoire et Sylvain Guy ( Canada)
- Paranormal Activity de Oren Peli ( États-Unis)
- Cannibal Holocaust de Ruggero Deodato ( Italie)
- Chernobyl Diaries de Bradley Parker ( États-Unis)
- Emergo de Carles Torrens ( Espagne)
- C'est arrivé près de chez vous de Rémy Belvaux, André Bonzel et Benoît Poelvoorde ( Belgique)

#### POV Carte blanche
- Fading de Olivier Zabat ( France)
- FilmeFobia de Kiko Goifman ( Brésil)
- Six Degrees Of Separation From Lilia Cuntapay de Antoinette Jadaone ( Philippines)
- Resurrect Dead: The Mystery Of The Toynbee Tiles de Jon Foy ( États-Unis)

#### Centennial of NIKKATSU
- Delinquent Girl : Alley Cat In Heat de Chūsei Sone
- Shinjuku Midaregai: Ikumade Matte de Chūsei Sone
- A Colt Is My Passport de Takashi Nomura
- Angel Guts : Red Classroom de Chūsei Sone
- The Woman From The Sea de Koreyoshi Kurahara
- The Hell-Fated Courtesan de Noboru Tanaka
- Stray Cat Rock: Sex Hunter de Yasuharu Hasebe
- Assault! Jack The Ripper de Yasuharu Hasebe
- Branded To Kill de Seijun Suzuki
- Lovers Are Wet de Tatsumi Kumashiro
- Plains Wanderer de Buichi Saito

#### When Musical Rocks!
- La Petite Boutique des horreurs (Little Shop of Horrors) de Frank Oz ( États-Unis)
- Alice in Wonderland: A Musical Porno de Bud Townsend ( États-Unis)
- Hairspray de John Waters ( États-Unis)
- The Wiz de Sidney Lumet ( États-Unis)
- Forbidden Zone  de Richard Elfman ( États-Unis)
- Cannibal! The Musical de Trey Parker ( États-Unis)
- The Apple de Menahem Golan ( États-Unis)
- Les Rues de feu (Streets of Fire) de Walter Hill ( États-Unis)
- Tommy de Ken Russell ( Royaume-Uni)
- Monty Python : Le Sens de la vie (Monty Python's The Meaning of Life) de Terry Jones ( Royaume-Uni)
- The Rocky Horror Picture Show de Jim Sharman ( États-Unis)
- Pink Floyd The Wall d'Alan Parker ( Royaume-Uni)
- Rock 'n' Roll High School d'Allan Arkush et Joe Dante ( États-Unis)
- The Muppet Movie de James Frawley ( États-Unis)
- Phantom of the Paradise de Brian De Palma ( États-Unis)

#### Homage toJeff Lieberman
- La Nuit des vers géants (Squirm) de Jeff Lieberman ( États-Unis)
- Le Rayon bleu (Blue Sunshine) de Jeff Lieberman ( États-Unis)
- Survivance (Just Before Dawn) de Jeff Lieberman ( États-Unis)

### Courts-métrages

#### Swiss Shorts
- La Traversée (2011) de Bruno Deville ( Suisse)
- Magnetfelder (2011) de Jan-Eric Mack ( Suisse)
- Monsieur L’Assassin X (2012) de Antonio Veiras & Lynn Devillaz ( Suisse)
- Zimmer 606 (2012) de Peter Volkart, ( Suisse)
- The Host (2012) de Maximilian Von Vier ( Suisse)
- Eskapop (2011) Géraldine Rod et Lionel Rupp ( Suisse)

#### European Shorts
Section non détaillée

## Palmarès
| Prix                                                              | Attribué à                                               | Pays        |
| ----------------------------------------------------------------- | -------------------------------------------------------- | ----------- |
| Prix H.R. Giger « Narcisse du Meilleur Film                       | Citadel de Ciarán Foy                                    | Irlande     |
| Mention spéciale du Jury International                            | Vanishing Waves de Kristina Buozyté et Bruno Samper      | Lituanie    |
| Méliès d'argent du meilleur long métrage européen                 | Citadel de Ciarán Foy                                    | Irlande     |
| Prix du meilleur film asiatique                                   | Remington And The Curse Of The Zombadings de Jade Castro | Philippines |
| Prix RTS du public                                                | Grabbers de Jon Wright                                   | Royaume-Uni |
| Prix Mad Movies                                                   | Resolution de Justin Benson & Aaron Moorhead             | États-Unis  |
| Prix de la jeunesse Denis-de-Rougemont                            | The Butterfly Room de Jonathan Zarantonello              | Italie      |
| Prix Titra Film                                                   | Grabbers de Jon Wright                                   | Royaume-Uni |
| Prix H.R. Giger « Narcisse du meilleur court métrage suisse »     | Zimmer 606 de Peter Volkart                              | Suisse      |
| Nomination pour le Méliès d'Or du meilleur court métrage européen | Zimmer 606 de Peter Volkart                              | Suisse      |